# La ternura
La ternura es una obra de teatro del dramaturgo español Alfredo Sanzol, estrenada en el Teatro de La Abadía de Madrid el 27 de abril de 2017. En palabras de su autor, la obra está inspirada en textos de William Shakespeare como La tempestad, Noche de reyes o El sueño de una noche de verano.

## Argumento
Ambientada en el siglo XVI, la obra se centra en las peripecias de la Reina Esmeralda y sus dos hijas la Princesa Salmón y la Princesa Rubí que se ven constreñidas por el rey Felipe II a embarcarse junto a la Armada invencible rumbo a Inglaterra para que las jóvenes, por motivos estratégicos contraigan matrimonio con nobles locales una vez culminada la invasión de la isla. Es una situación que incomoda a Esmeralda, quien odia a los hombres por haberla ninguneado y oprimido toda su vida. Ella desea un destino diferente para sus hijas, y por ello cuando se acercan a las costas inglesas, usando sus poderes mágicos provoca una tempestad que da lugar al hundimiento de la armada; además consigue con sus hechizos transportar a las tres mujeres a una isla paradisiaca que piensan está desierta. Su plan consiste en instalarse allí y convertirlo en su residencia para poder vivir alejadas para siempre de los hombres. La trama se complica cuando descubren que allí también vive desde hace 20 años un hombre Leñador Marrón, con sus dos hijos Leñador Verdemar y Leñador Azulcielo, que escaparon de la civilización para evitar la presencia de las mujeres, a las que el padre y el mayor de los hijos consideran seres dañinos y peligrosos. Esmeralda, Salmón y Rubí deciden disfrazarse de guerreros de la Armada que han sobrevivido al desastre para preservar su integridad frente a los que consideran peligrosos misóginos. Sin embargo tras una serie de equívocos, enredos y situaciones rocambolescas, se termina desvelando la verdadera identidad de las mujeres. Pese a la inicial resistencia de Esmeralda y Cazador, el amor termina triunfando entre sendas parejas de vástagos, que finalmente abandonan la isla. En ella permanecen padre y madre, vislumbrándose la posibilidad de que una y otro terminen venciendo sus recelos frente al género opuesto.

## Elenco
Dirigida por el propio Sanzol. En sus más de cinco años en cartel, la pieza ha contado con elenco artístico que ha ido cambiando a lo largo del tiempo. Los actores que estrenaron la obra fueron Paco Déniz, Elena González, Natalia Hernández, Javier Lara, Juan Antonio Lumbreras y Eva Trancón. Con posterioridad, han interpretado los seis personajes otros actores como Llum Barrera (Esmeralda), Sandra Ferrús y Paloma Córdoba (Salmón), Ana Cerdeiriña (Rubí), Juanan Lumbreras (Marrón), Paco Ochoa y Elías González (Verdemar), Carlos Serrano y Juan Ceacero (Azulcielo)
Además cuenta con los nombres de Alejandro Andújar (espacio escénico y vestuario), Pedro Yagüe (iluminación) y Fernando Velázquez (música).

## Premios
- Premios de la Unión de Actores (2018): Natalia Hernández, Mejor actriz secundaria de teatro.
- Premios Max (2019): Mejor espectáculo de teatro.[7]

## Adaptación cinematográfica
Vicente Villanueva adaptó la obra teatral al cine con el mismo título, La ternura. Se estrenó en septiembre de 2023, y contó con un reparto encabezado por Emma Suárez, Gonzalo de Castro, Alexandra Jiménez, Fernando Guallar, Anna Moliner, Carlos Cuevas.